# Puntate di MythBusters (episodi pilota)
Gli episodi pilota di MythBusters sono stati trasmessi in prima visione negli Stati Uniti d'America dal network Discovery Channel dal 23 gennaio 2003.
Gli episodi pilota sono tre.
| n° | Titolo originale     | Titolo Italiano                 | Prima TV Usa    | Prima TV Italia |
| -- | -------------------- | ------------------------------- | --------------- | --------------- |
| 1P | Jet Assisted Chevy   | Chevrolet con motore a reazione | 23 gennaio 2003 | -               |
| 2P | Biscuit bazooka      | Bazooka di biscotti             | 23 gennaio 2003 | -               |
| 3P | Poppy seed drug test | Semi di papavero drogati        | 7 marzo 2003    | -               |

## Chevrolet con il motore a reazione
- Titolo Originale: Jet Assisted Chevy

### Trama
| Titolo                                                  | Descrizione mito | Esito            | Spiegazione dell'esito |
| Chevrolet con il motore a reazione (Jet Assisted Chevy) | Una macchina con un razzo JATO attaccato può accelerare fino a 480 km/h, decollare e schiantarsi contro il fianco di una rupe. | Sfatato (Busted) | Adam e Jamie non sono riusciti a procurarsi dei veri missili assistiti dall'aviazione statunitense e quindi hanno dovuto usare tre motori a razzo per amatori di potenza equivalente a quella di un razzo JATO. I razzi hanno incrementato la velocità della macchina (una Chevrolet Impala del 1967) di molto. Nonostante non venne fatta nessuna misurazione della velocità, essa fu chiaramente non paragonabile ai 480 km/h del mito. La macchina non è nemmeno decollata. Questo mito è stato rivisitato nello speciale Miti Giganteschi |
| Soda e caramelle scoppiettanti (Pop Rocks and Soda)     | Mangiare e bere grandi quantità di caramelline che scoppiano e Coca Cola causerà l'esplosione dello stomaco della persona.     | Sfatato (Busted) | La reazione non produce abbastanza diossido di carbonio per far esplodere uno stomaco. Comunque con 350 ml di Cola e sei pacchetti di caramelline il soggetto proverebbe molto dolore. In un mito successivo è stato dimostrato che il solo atto di bere la Coca Cola rilascia la maggior parte del diossido di carbonio contenuto in essa, rendendo la reazione tra la bevanda gassata e le caramelline molto meno potente. |

## Bazooka di biscotti
- Titolo originale: Biscuit Bazooka

### Trama
| Titolo                                  | Descrizione mito | Esito                  | Spiegazione dell'esito |
| Gabinetto risucchiatore (Vacuum Toilet) | Un obeso può rimanere incastrato nella toilette di un aereo.                                                                            | Sfatato (Busted)       | I Mythbusters non sono riusciti a ottenere una perfetta seduta del gabinetto di un moderno aeroplano e un normale gabinetto funzionante crea una suzione solo per pochi secondi. Anche così, la suzione di 21 kilopascal che si viene a creare non è oltre la possibilità umana di liberarsi.                                           |
| Bazooka di biscotti (Biscuit Bazooka)   | Una donna è stata colpita alla testa da una latta esplosiva di impasto per biscotti, credendo di essere stata colpita da un proiettile. | Plausibile (Plausible) | L'impasto può esplodere da molti tipi di lattine di biscotti alla temperatura interna della macchina di 66 gradi con abbastanza forza da colpire il guidatore alla nuca ed ha una forma ed una consistenza da essere scambiato per materia grigia dalla persona media. Comunque, nessuno può verificare che il fatto successe veramente |
| L'avvocato saltante (Leaping Lawyer)    | Un avvocato si è accidentalmente suicidato correndo attraverso la finestra del suo ufficio al ventiquattresimo piano                    | Confermato (Confirmed) | Ad una velocità di 9.2 km/h per un peso di 73 chilogrammi il soggetto è in grado di schiantarsi attraverso una lastra di vetro. L'incidente è stato confermato da un giornalista come avvenuto a Toronto, e ha guadagnato un Darwin Award.                                                                                              |

## Semi di papavero drogati
- Titolo originale: Poppy seed drug test

### Trama
| Titolo                                                            | Descrizione mito | Esito                  | Spiegazione dell'esito |
| La sedia da giardino volante di Larry (Larry's lawn chair baloon) | Larry Walters fece volare una sedia da giardino tramite l'uso di palloni sonda e discese in sicurezza con l'uso di un fucile ad aria compressa           | Confermato (Confirmed) | Adam Savage ha usato una sedia da giardino con 16 palloni sonda attaccati ed è salito fino alla massima altitudine possibile con funi di sicurezza (23 metri). E' disceso in sicurezza sparando ai palloncini |
| Semi di papavero drogati (Poppy Seed Drug Test)                   | Mangiare cibo con semi di papavero può causare un falso positivo ai test della droga per oppio e/o eroina.                                               | Confermato (Confirmed) | Adam è risultato positivo dopo mezz'ora in seguito all'ingestione di una grande torta, mentre Jamie è risultato positivo 2 ore dopo l'assunzione di tre bagels. I due sono rimasti positivi otto ore dopo l'ingestione, ma sono risultati negativi la mattina dopo (18 ore dopo). L'eroina è un oppiaceo semi-sintetico ricavata dalla morfina. Se un test è molto sensibile, può generare un falso positivo semplicemente sentendo gli alcaloidi dell'oppio rilasciati dai semi. Molte azioni legali sono state intestate a causa di questo fenomeno. |
| Goldfinger (Goldfinger)                                           | Coprire il corpo di qualcuno di vernice dorata può ucciderlo a causa del soffocamento della pelle, come avviene nel famoso film di James Bond Goldfinger | Sfatato (Busted)       | Dopo essere stato coperto di vernice dorata dalla testa ai piedi per un'ora, Jamie ha riportato una leggera sensazione di febbre e la pressione sanguigna è aumentata di 20 millimetri di mercurio, ma è sopravvissuto facilmente. Non ha avuto il permesso medico di correre su un tapis roulant, a causa della pressione sanguigna e della temperatura corporea. Il mito diceva che l'attrice che interpretava la donna dorata in Goldfinger, Shirley Eaton, morì a causa di ciò ma la sua comparsa nell'episodio lo smentisce. A causa di questa leggenda, Shirley non fu completamente coperta di vernice ma venne lasciata scoperta una parte dello stomaco. |